# نادي بارانا
نادي بارانا (بالفرنسية: Paraná Clube)‏ نادي كرة قدم برازيلي يلعب في دوري الدرجة الثانية . تم تأسيس النادي في سنة 1989 .

## وصلة خارجية
- Official team website